# Akodon boliviensis
Akodon boliviensis là một loài động vật có vú trong họ Cricetidae, bộ Gặm nhấm. Loài này được Meyen mô tả năm 1833.